# Aeroporto Internazionale di Syracuse Hancock
L'Aeroporto Internazionale di Syracuse Hancock (IATA: SYR, ICAO: KSYR) è un aeroporto civile statunitense situato nello stato di New York a 8 km a nordest del centro di Syracuse e a 100 km da Watertown. L'aeroporto, situato a 128 m s.l.m., dispone di un unico corpo centrale a due piani dal quale si diramano i due terminal passeggeri (A South, B North) e di due piste in asfalto, entrambe larghe 46 m (150 ft): la prima con orientamento 10/28 lunga 2 744 m (9 003 ft) e dotata di sistema di atterraggio strumentale (ILS), la seconda con orientamento 15/33 lunga 2 286 m (7 500 ft) equipaggiata con apparecchiature per l'atterraggio strumentale ma non di precisione. È servito da voli domestici.
La struttura ospita anche la Hancock Field Air National Guard Base, sede, all'aprile 2024, del 174th Attack Wing, reparto dell'Air National Guard.